# 杜芃
杜芃（DU Peng，1994年4月19日—），中国女子羽毛球运动员。

## 簡歷
2013年7月，杜芃與张宁一合作打進美國羽毛球黃金大獎賽混雙準決賽，以0比2（9-21、18-21）不敵香港组合李晋熙/周凯华出局。

## 主要比賽成績
只列出曾進入準決賽的國際賽事成績：
| 年份   | 賽事                   | 公開賽級別 | 項目     | 拍檔   | 成績   |
| ------ | ---------------------- | ---------- | -------- | ------ | ------ |
| 2013年 | 美國羽毛球黃金大獎賽   | 黃金大獎賽 | 混合雙打 | 张宁一 | 準決賽 |
| 2013年 | 荷蘭羽毛球大獎賽       | 大獎賽     | 女子雙打 | 熊梦静 | 準決賽 |
| 2014年 | 中國羽毛球國際挑戰賽   | 國際挑戰賽 | 女子雙打 | 黄东萍 | 準決賽 |
| 2014年 | 中國羽毛球國際挑戰賽   | 國際挑戰賽 | 混合雙打 | 李俊慧 | 準決賽 |
| 2016年 | 世界大學生羽毛球錦標賽 | 其他       | 混合團體 | －     | 銀牌   |
| 2016年 | 世界大學生羽毛球錦標賽 | 其他       | 女子雙打 | 黄东萍 | 銀牌   |
| 2016年 | 世界大學生羽毛球錦標賽 | 其他       | 混合雙打 | 李锦秋 | 銅牌   |
| 2017年 | 樂魚羽毛球國際挑戰賽   | 國際挑戰賽 | 混合雙打 | 王斯杰 | 冠軍   |
| 2018年 | 世界大学生羽毛球锦标赛 | 其他       | 混合團體 | －     | 銀牌   |
| 2018年 | 世界大学生羽毛球锦标赛 | 其他       | 混合雙打 | 黃凱祥 | 銅牌   |

| 2007-2017年 | 首要超級賽 | 超級賽 | 黃金大獎賽 | 大獎賽 | 國際挑戰賽 | 國際系列賽 | 未來系列賽 | 其他 |

| 2018-2026年 | 總決賽 | 超級1000賽 | 超級750賽 | 超級500賽 | 超級300賽 | 超級100賽 | 國際挑戰賽 | 國際系列賽 | 未來系列賽 | 其他 |